# 馬居化成工業
馬居化成工業株式会社（うまいかせいこうぎょう、Umai Chemical Co.,Ltd.）は、徳島県鳴門市に本社を置き、主に無機化学品を製造販売している。1599年（慶長4年）創業の徳島県最古の企業である。主力製品である硫酸マグネシウムは生産量・シェアともに日本国内トップである。商社部門では東京、大阪、徳島の3支店を展開し、100アイテムを超える化学品を取り扱う。

## 主な製品
- 硫酸マグネシウム
- 液体塩化マグネシウム
- 硝酸ソーダ
- 硝酸ニッケル
- ディッピング剤 「シルキーディップ」
- アドブルー®

## 沿革
- 1599年（慶長4年）- 馬居七郎兵衛が鳴門にて製塩業を創始。
- 1918年（大正7年）- 製塩副産物の苦汁を原料とする製薬業を始める。
- 1944年（昭和19年）- 株式会社馬居商店を設立
- 1946年（昭和21年）- 鳴門市斎田に本社及び本社工場を建設。
- 1965年（昭和40年）- 馬居化成工業株式会社に社名変更。
- 1970年（昭和45年）- 鳴門市黒崎に黒崎工場を建設。
- 1988年（昭和63年）- 鳴門市黒崎に新社屋を建設、本社を斎田より黒崎に移転。
- 2003年（平成15年）- ISO9001認証取得
- 2010年（平成22年）- ISO14001認証取得

## 事業所
- 本社・本社工場 - 徳島県鳴門市撫養町黒崎字松島60番地

- 東京支店 - 東京都港区北青山3-8-3　ドムール青山201号
- 大阪支店 - 大阪府大阪市中央区南久宝寺町4丁目3番9号